# Mariam Mamadashvili
Mariam Mamadashvili (en georgiano: მარიამ მამადაშვილი; Tiflis, Georgia, 16 de noviembre de 2005) es una cantante georgiana.
Nació en la capital georgiana, en 2005. Desde que tenía cuatro años de edad ya cantaba. Y a los seis comenzó a estudiar en una escuela de música en su ciudad natal y allí coincidió el grupo infantil "Bzikebi", que ganaron Eurovisión Junior 2008.
Durante esta época ha realizado diversas apariciones en televisión y ha dado numerosas actuaciones públicas.
Tras el paso de unos años, en 2015 junto a sus padres se trasladó hacia los Estados Unidos, donde estuvieron residiendo en Estado de Connecticut y mientras tanto ha seguido formándose artísticamente en una academia del método.
Seguidamente fue elegida con la canción titulada "Mzeo" para representar a Georgia en la XIV Edición del Festival de la Canción de Eurovisión Junior 2016.
El eurofestival ha tenido lugar el día 20 de noviembre en la La Valeta (Malta) y ha obtenido la victoria tras lograr obtener 156 puntos del Jurado Profesional y 83 del Jurado Infantil, sumando un total de 239.
Con esta victoria en el eurofestival, es la tercera vez que Georgia se convierte en ganadora y ha sido la primera vez que obtiene una puntuación tan alta.